# Beaulieu-sur-Oudon
Beaulieu-sur-Oudon és un municipi francès situat al departament de Mayenne i a la regió de País del Loira. L'any 2007 tenia 510 habitants.

## Demografia

### Població
El 2007 la població de fet de Beaulieu-sur-Oudon era de 510 persones. Hi havia 172 famílies de les quals 20 eren unipersonals (8 homes vivint sols i 12 dones vivint soles), 60 parelles sense fills, 84 parelles amb fills i 8 famílies monoparentals amb fills.
La població ha evolucionat segons el següent gràfic:
Habitants censats

### Habitatges
El 2007 hi havia 191 habitatges, 171 eren l'habitatge principal de la família, 7 eren segones residències i 13 estaven desocupats. 183 eren cases i 8 eren apartaments. Dels 171 habitatges principals, 115 estaven ocupats pels seus propietaris, 54 estaven llogats i ocupats pels llogaters i 2 estaven cedits a títol gratuït; 5 tenien dues cambres, 24 en tenien tres, 42 en tenien quatre i 100 en tenien cinc o més. 143 habitatges disposaven pel capbaix d'una plaça de pàrquing. A 57 habitatges hi havia un automòbil i a 105 n'hi havia dos o més.

### Piràmide de població
La piràmide de població per edats i sexe el 2009 era:
| Homes | Edats   | Dones |
| ----- | ------- | ----- |
| 0     | 95 o +  | 0     |
| 0     | 90 a 94 | 0     |
| 0     | 85 a 89 | 0     |
| 4     | 80 a 84 | 0     |
| 0     | 75 a 79 | 12    |
| 20    | 70 a 74 | 20    |
| 4     | 65 a 69 | 8     |
| 4     | 60 a 64 | 4     |
| 0     | 55 a 59 | 0     |
| 8     | 50 a 54 | 0     |
| 20    | 45 a 49 | 20    |
| 16    | 40 a 44 | 16    |
| 8     | 35 a 39 | 12    |
| 28    | 30 a 34 | 4     |
| 16    | 25 a 29 | 20    |
| 20    | 20 a 24 | 20    |
| 16    | 15 a 19 | 12    |
| 12    | 10 a 14 | 20    |
| 12    | 5 a 9   | 16    |
| 24    | 0 a 4   | 8     |

## Economia
El 2007 la població en edat de treballar era de 321 persones, 244 eren actives i 77 eren inactives. De les 244 persones actives 230 estaven ocupades (126 homes i 104 dones) i 14 estaven aturades (9 homes i 5 dones). De les 77 persones inactives 22 estaven jubilades, 31 estaven estudiant i 24 estaven classificades com a «altres inactius».

### Ingressos
El 2009 a Beaulieu-sur-Oudon hi havia 167 unitats fiscals que integraven 491 persones, la mediana anual d'ingressos fiscals per persona era de 16.937 €.

### Activitats econòmiques
Dels 8 establiments que hi havia el 2007, 2 eren d'empreses de fabricació d'altres productes industrials, 4 d'empreses de construcció, 1 d'una empresa d'hostatgeria i restauració i 1 d'una empresa de serveis.
Dels 4 establiments de servei als particulars que hi havia el 2009, 1 era un taller de reparació d'automòbils i de material agrícola i 3 fusteries.
L'any 2000 a Beaulieu-sur-Oudon hi havia 40 explotacions agrícoles que ocupaven un total de 1.653 hectàrees.

## Equipaments sanitaris i escolars
El 2009 hi havia una escola elemental.

## Poblacions més properes
El següent diagrama mostra les poblacions més properes.